# КК Елан Шалон
КК Елан Шалон (фр. Élan Chalon; Élan Sportif Chalonnais) је француски кошаркашки клуб из града Шалон сир Саон. У сезони 2017/18. такмичи се у Про А лиги Француске и у ФИБА Лиги шампиона.

## Историја
Клуб је основан 1955. године. Од 1996. наступа у највишем рангу кошаркашких такмичења у Француској - Про А лиги, али није бележио запаженије резултате све до сезоне 2011/12. када постаје њен првак. 2012. је и најуспешнија година у историји клуба, јер у њој поред националног првенства осваја и оба купа - Куп Француске (по први пут), као и Куп „Недеља асова“ (по други пут). Другу титулу првака Француске освојио је 2017. године.
Први значајнији успех на међународној сцени десио се у сезони 2000/01, а било је то финале тадашњег другог по значају европског такмичења - Купа Рајмунда Сапорте. У наредној деценији клуб је имао неколико мање успешних учешћа у Еврокупу и Еврочеленџу. У сезони 2011/12. на таласу сјајних резултата у националним такмичењима стиже и до финала Еврочеленџа. У сезони 2012/13. по први пут је заиграо у Евролиги, али је такмичење завршио већ у првој групној фази. У сезони 2016/17. био је финалиста ФИБА Купа Европе.

## Успеси

### Национални
- Првенство Француске:
  - Првак (2): 2012, 2017.

- Куп Француске:
  - Победник (2): 2011, 2012.

- Куп „Недеља асова“:
  - Победник (1): 2012.
  - Финалиста (2): 2011, 2016.

- Суперкуп Француске:
  - Финалиста (3): 2011, 2012, 2017.

### Међународни
- Куп Рајмунда Сапорте:
  - Финалиста (1): 2001.

- Еврочеленџ:
  - Финалиста (1): 2012.

- ФИБА Куп Европе:
  - Финалиста (1): 2017.

## Учинак у претходним сезонама
| Сез.     | Првенство Француске | Куп Француске      | Куп лидера   | Европско такмичење               |
| -------- | ------------------- | ------------------ | ------------ | -------------------------------- |
| 2006/07. | Полуфинале ПО       | —                  | Четвртфинале | —                                |
| 2007/08. | 9. место            | Осмина финала      | —            | УЛЕБ куп — Топ 32                |
| 2008/09. | Четвртфинале ПО     | Осмина финала      | —            | —                                |
| 2009/10. | 12. место           | Четвртфинале       | —            | Еврочеленџ — Топ 16              |
| 2010/11. | Четвртфинале ПО     | Победник           | Финалиста    | —                                |
| 2011/12. | Првак               | Победник           | Победник     | Еврочеленџ — Финалиста           |
| 2012/13. | Полуфинале ПО       | Шеснаестина финала | Четвртфинале | Евролига — Топ 24                |
| 2013/14. | Четвртфинале ПО     | Шеснаестина финала | —            | Еврокуп — Топ 48                 |
| 2014/15. | Четвртфинале ПО     | Осмина финала      | —            | —                                |
| 2015/16. | Четвртфинале ПО     | Осмина финала      | Финалиста    | ФИБА Куп Европе — 3. место       |
| 2016/17. | Првак               | Полуфинале         | Четвртфинале | ФИБА Куп Европе — Финалиста      |
| 2017/18. | 12. место           | Осмина финала      | —            | ФИБА Лига шампиона — Групна фаза |
| 2018/19. | 14. место           | Осмина финала      | —            | —                                |

## Познатији играчи
- Малком Делејни
- Римас Куртинајтис
- Жофре Ловерњ
- Зак Рајт
- Табо Сефолоша
- Еј Џеј Слотер
- Блејк Шилб